# 初恋不倫〜この恋を初恋と呼んでいいですか〜
『初恋不倫〜この恋を初恋と呼んでいいですか〜』（はつこいふりん このこいをはつこいとよんていいですか）は、横馬場リョウによる日本の漫画作品。『Love Silky』（白泉社）にて、2019年1月16日より連載。
真面目な保育士として不倫に縁のない暮らしを送っていた主人公が、夫の不倫に気づき、自身も隣人を相手に恋心を抱いてしまうといった不純な恋愛を描いた作品。
2024年7月より、BSテレ東にてテレビドラマを放送された。

## あらすじ
真面目な保育士・財前穂波は不倫とは縁遠い生活を送っていた。しかしある日、夫・俊一の不倫に気づく。そして穂波もまた、隣人に恋心を抱いてしまうのであった。

## 登場人物
財前 穂波（ざいぜん ほなみ）
本作の主人公。保育士。

財前 俊一（ざいぜん しゅんいち）
穂波の夫。

香 真莉亜（かおり まりあ）
穂波の友人。独身。

時松 千尋（ときまつ ちひろ）
隣人。穂波の不倫相手。警察官。

神志那 環奈（こうじな かんな）
俊一の不倫相手で同僚。

近広（ちかひろ）
香の不倫相手。

馬原（まはら）
環奈の元不倫相手。

亜美（あみ）
穂波の妹。

ミホ
時松の妻。

## 書誌情報
- 横馬場リョウ『初恋不倫〜この恋を初恋と呼んでいいですか〜』白泉社〈白泉社レディースコミックス〉、既刊1巻（2024年7月5日現在）
  1. 2024年7月5日発売[7]、ISBN 978-4-592-15446-4

## テレビドラマ
2024年7月4日（3日深夜）から9月5日（4日深夜）までBSテレ東の「DRAMA ADDICT」枠で放送された。主演は樋口日奈。
地上波のテレビ東京においても、2024年8月8日（7日深夜）より放送開始。

### キャスト
財前穂波
演 - 樋口日奈
保育士。
財前俊一
演 - 芳村宗治郎
穂波の夫。歯科技工士。
神志那環奈（こうじな かんな）
演 - 北村優衣
俊一の不倫相手。同じ歯科医院で働いている。
香真莉亜（かおり まりあ）
演 - 八木アリサ
穂波の友人。妻子ある男性と交際している。
近広文昭
演 - 平井亜門
穂波が働いている保育園に息子を預けており、度々お迎えに来る。
時松千尋
演 - 佐伯大地
穂波と同じマンションに住む男性。
学芸大青春
演 - 本人
穂波が推す音楽グループ。
時松ミホ
演 - 永尾まりや

近広類
演 - 小島梨里杏
文昭の妻。

#### ゲスト

##### 第1話
坂田
演 - かいばしら
穂波が推している声優。
足達
演 - 畦田ひとみ

近広英介
演 - 竹内優翔
文昭と類の息子。穂波が働いている保育園に通っている。
- はしもとめい、伊藤優

### スタッフ
- 原作 - 横馬場リョウ「初恋不倫〜この恋を初恋と呼んでいいですか〜」（白泉社「Love Silky」連載）[2]
- 監督 - 的場政行、飛田一樹[2]
- 脚本 - 富安美尋、矢作彩夏[2]
- 音楽 - 有田尚史
- オープニングテーマ - Ourin-王林-「So what」（Polydor Records）[9]
- エンディングテーマ - 学芸大青春「ブサイ句なLove Song」（Launch Vehicle）[9]
- プロデューサー - 川村庄子（テレビ東京）、清家優輝（ファインエンターテイメント）、岡田健人（ファインエンターテイメント）[2]
- コンテンツプロデューサー - 渡辺瑞希（テレビ東京）、荻野史歩（テレビ東京）[2]
- 制作 - BSテレビ東京、ファインエンターテイメント[2]
- 製作 - 「初恋不倫」製作委員会2024

### 放送日程
| 話数   | 放送日  | サブタイトル                              | 脚本     | 監督     |
| ------ | ------- | ----------------------------------------- | -------- | -------- |
| 第1話  | 7月04日 | 夫も親友も不倫してた!?崩れゆく日常        | 富安美尋 | 的場政行 |
| 第2話  | 7月11日 | この結婚は間違い!?絶対認めない夫          | 富安美尋 | 的場政行 |
| 第3話  | 7月18日 | 抜け出せない不倫沼!?近づく近隣の妻と夫    | 富安美尋 | 的場政行 |
| 第4話  | 7月25日 | 危険な抱擁!夜の警察官                     | 富安美尋 | 飛田一樹 |
| 第5話  | 8月01日 | これは恋!?平凡な主婦の暴走                | 矢作彩夏 | 飛田一樹 |
| 第6話  | 8月08日 | これは恋だ!抗えない心                     | 富安美尋 | 飛田一樹 |
| 第7話  | 8月15日 | さらっていいですか?妻が愛人宅に乗り込み…! | 富安美尋 | 飛田一樹 |
| 第8話  | 8月22日 | 恋のめざめ。全てを告白した妻は…           | 富安美尋 | 的場政行 |
| 第9話  | 8月29日 | 豹変した夫!嫉妬の鬼となり、そして…!!      | 富安美尋 | 的場政行 |
| 最終話 | 9月05日 | 最後の晩餐…衝撃の結末!                    | 富安美尋 | 的場政行 |

### 放送局
| 放送期間                | 放送時間                      | 放送局         | 対象地域       | 備考   |
| ----------------------- | ----------------------------- | -------------- | -------------- | ------ |
| 2024年7月4日 - 9月5日   | 木曜 0:00 - 0:30 （水曜深夜） | BSテレ東       | 全国           | 製作局 |
|                         |                               | テレビ大阪     | 大阪府         |        |
|                         |                               | TVQ九州放送    | 福岡県         |        |
| 2024年7月5日 - 9月6日   | 金曜 1:05 - 1:35 （木曜深夜） | テレビせとうち | 岡山県・香川県 |        |
| 2024年7月9日 - 9月10日  | 火曜 0:30 - 1:00 （月曜深夜)  | テレビ愛知     | 愛知県         |        |
| 2024年7月12日 - 9月13日 | 金曜 2:05 - 2:35 （木曜深夜） | テレビ北海道   | 北海道         |        |
| 2024年8月8日 - 10月10日 | 木曜 2:35 - 3:05 （水曜深夜） | テレビ東京     | 全国           |        |

### ネット配信
| 配信開始月 | 配信サイト     | 配信料金     | 備考                       |
| ---------- | -------------- | ------------ | -------------------------- |
| 2024年7月  | ネットもテレ東 | 広告付き無料 | 見逃し配信                 |
| 2024年7月  | TVer           | 広告付き無料 | 見逃し配信                 |
| 2024年7月  | DMM TV         | 定額制有料   | 2話以降、1週独占先行配信。 |

| BSテレビ東京 DRAMA ADDICT              | BSテレビ東京 DRAMA ADDICT                                             | BSテレビ東京 DRAMA ADDICT |
| 前番組                                 | 番組名                                                                | 次番組                    |
| -------------------------------------- | --------------------------------------------------------------------- | ------------------------- |
| 買われた男 （2024年4月18日 - 6月20日） | 初恋不倫 〜この恋を初恋と呼んでいいですか〜 （2024年7月4日 - 9月5日） | -                         |